# ジーパラドットコム
ジーパラドットコムは、株式会社ジーパラドットコムが運営していたゲーム情報のポータルサイトである。

## 概要
株式会社デプスにより運営を開始。2000年3月、アメリカのH&Q Asia Pacificグループの出資を受け「ジーパラドットコム株式会社」に社名変更したと同時にサイトの大幅リニューアルを行なった。
当初は家庭用ゲーム機のタイトルの話題が占めていたが、2001年4月にゲームオンと事業提携を結んでからはオンラインゲーム主体に傾斜していき、そして提携からわずか半年後の2001年9月にゲームオンがジーパラドットコムの営業権を獲得し、それと同時にジーパラドットコム株式会社もゲームオンに吸収・消滅され、ジーパラドットコムはゲームオン内のカテゴリの一つとなった。
その後はゲームオンが運営するオンラインゲームの宣伝および特集を組むことが多かったが、2007年頃より4Gamer.netなどの他ポータルサイトへの広告掲出を強化したため広告塔としての存在価値は薄らいでいった。
2008年1月に「株式会社ジーパラドットコム」が設立された（上記のジーパラドットコム株式会社とは別の新たに設立された会社）と同時にゲームオンからポータルサイトの移譲が発表され、同年2月より株式会社ジーパラドットコムの運営によるポータルサイトとなった。
なお、株式会社ジーパラドットコムはゲームオンとは資本関係がまったくない。
現在はポリゴンマジック株式会社 の子会社である。
新人声優の結月春菜を神推し声優として応援すると表明している。
2015年7月6日より、アル・シェア（旧：同人舎）の声優である篠田有香が記名記事の掲載を開始している。その影響か、以前にくらべ女性向けコンテンツ（グッズやイベント）の情報も見られるようになってきている。
2018年9月28日、事前に告知されたとおりにサービス終了。

## 運営会社変遷
- ～2000年3月 株式会社デプス
- 2000年3月～2001年9月 ジーパラドットコム株式会社（社名変更）
- 2001年9月～2008年1月 株式会社ゲームオン（吸収）
- 2008年2月～現　在　株式会社ジーパラドットコム（譲渡）